# Héctor Ignacio Salah Zuleta
Héctor Ignacio Salah Zuleta (ur. 24 grudnia 1942 w Bogocie) – kolumbijski duchowny rzymskokatolicki o libańskich korzeniach, w latach 2005–2020 biskup Riohacha.

## Życiorys
Święcenia kapłańskie przyjął 8 grudnia 1972 i został inkardynowany do diecezji Sonsón-Rionegro. Był m.in. rektorem seminariów w Yarumal i La Ceja, ekonomem generalnym diecezjalnych seminariów, dyrektorem kapłańskiego stowarzyszenia Regina Apostolorum oraz przewodniczącym komisji kolumbijskiej Konferencji Episkopatu ds. duszpasterskich.
21 lutego 1998 został mianowany biskupem diecezji Girardota, zaś 26 marca 1998 przyjął sakrę biskupią z rąk abp. Paolo Romeo.
13 maja 2005 otrzymał nominację na biskupa Riohachy.